# Amphibolis
Amphibolis là một chi thực vật có hoa trong họ Cymodoceaceae.